# Andrej Okun'kov
Andrej Jur’evič Okun’kov (in russo Андрей Юрьевич Окуньков?; Mosca, 26 luglio 1969) è un matematico russo, noto per i suoi importanti contributi in teoria delle rappresentazioni e per le applicazioni di questi alla geometria algebrica, fisica matematica, teoria della probabilità e alle funzioni speciali. Nel 2006 ha vinto la  medaglia Fields.

## Carriera accademica
Dopo aver conseguito il dottorato presso l'Università statale di Mosca, sotto la supervisione di  Alexandre Kirillov, ha mantenuto varie posizioni presso l'Accademia russa delle scienze, l'Institute for Advanced Study di Princeton,  l'Università di Chicago e l'Università della California - Berkeley.
Nel 2002 è diventato professore all'Università di Princeton, ruolo che tuttora mantiene. Nel 2004 ha vinto il Premio EMS. Al Congresso internazionale dei matematici di Madrid del 2006 gli è stata assegnata la prestigiosa medaglia Fields, "per i suoi contributi nel connettere probabilità, teoria delle rappresentazioni e geometria algebrica".

## Lavori
Ha lavorato alla teoria delle rappresentazioni dei gruppi simmetrici infiniti, la statistica delle partizioni del piano e la coomologia quantistica dello schema di Hilbert dei punti nel piano complesso. In molti dei suoi lavori sugli schemi di Hilbert ha collaborato con Rahul Pandharipande.